# متحف بيراناكان
متحف البيراناكان (بالإنجليزية: Peranakan Museum)‏ هو متحف ومعرض في منطقة المتاحف في سنغافورة المُتخصصة في ثقافة جماعة البيراناكان في البلاد. كما يُعد المتحف الشقيق لمتحف الحضارات الآسيوية.

## تاريخ
صُمم عام 2006، وشُيد في 25 أبريل 2008 في مبنى مدرسة تاو نان القديمة في شارع أرمينيان. ويُعد المتحف الوحيد من نوعه في العالم الذي يستعرض تاريخ ثقافة البيراناكان في سنغافورة بالإضافة إلى مجتمعات البيراناكان الأخرى في جنوب شرق آسيا. كما أنه يُعتبر جناحًا مُمتدًا لمجموعة المصنوعات اليدوية في متحف الحضارات الآسيوية. أغلق المتحف أبوابه في الأول من أبريل عام 2019 لأعمال التجديد والترميم. وفتخ أبوابه للجمهور في 17 فبراير 2023.